# Arcidiocesi di Pontianak

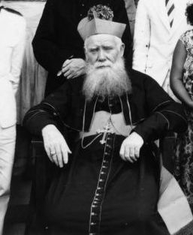
Il primo vescovo Jan Pacificus Bos, O.F.M.Cap.

L'arcidiocesi di Pontianak (in latino Archidioecesis Pontianakensis) è una sede metropolitana della Chiesa cattolica in Indonesia. Nel 2021 contava 722.760 battezzati su 3.233.330 abitanti. È retta dall'arcivescovo Agustinus Agus.

## Territorio
L'arcidiocesi comprende parte del Kalimantan Occidentale sull'isola del Borneo.
Sede arcivescovile è la città di Pontianak, dove si trova la cattedrale di San Giuseppe.
Il territorio si estende su 39.840 km² ed è suddiviso in 29 parrocchie.

### Provincia ecclesiastica
La provincia ecclesiastica di Pontianak, istituita nel 1961, comprende tre suffraganee:
- la diocesi di Ketapang,
- la diocesi di Sanggau,
- la diocesi di Sintang.

## Storia
Il primo tentativo di istituire un vicariato apostolico del Borneo fu messo in atto da papa Innocenzo XII il 16 giugno 1692. La missione affidata al padre Antonino Ventimiglia, teatino, benché riuscisse nella conversione di numerosi abitanti, ebbe un successo effimero, perché il sultano di Banjarmasin, dopo la morte del Ventimiglia, proibì a tutti gli stranieri di addentrarsi nell'interno dell'isola.
La prefettura apostolica del Borneo olandese fu eretta l'11 febbraio 1905, con il decreto Ut in multiplicibus di Propaganda Fide, ricavandone il territorio dal vicariato apostolico di Batavia (oggi arcidiocesi di Giacarta).
Il 13 marzo 1918 la prefettura apostolica fu elevata a vicariato apostolico con il breve Quae catholico nomini di papa Benedetto XV.
Il 21 maggio 1938 cedette una porzione del suo territorio a vantaggio dell'erezione della prefettura apostolica di Bandjarmasin (oggi diocesi di Banjarmasin) e contestualmente assunse il nome di vicariato apostolico di Pontianak.
L'11 marzo 1948 e il 14 giugno 1954 cedette altre porzioni di territorio a vantaggio dell'erezione delle prefetture apostoliche rispettivamente di Sintang e di Ketapang (oggi entrambe diocesi).
Il 3 gennaio 1961 il vicariato apostolico è stato elevato al rango di arcidiocesi metropolitana con la bolla Quod Christus di papa Giovanni XXIII.
Il 9 aprile 1968 ha ceduto un'ulteriore porzione di territorio a vantaggio dell'erezione della prefettura apostolica di Sekadau. L'8 giugno 1982 ha ceduto il territorio del decanato di Sanggau alla medesima prefettura apostolica, che contestualmente è stata elevata al rango di diocesi con il nome di diocesi di Sanggau.

## Cronotassi dei vescovi
Si omettono i periodi di sede vacante non superiori ai 2 anni o non storicamente accertati.
- Jan Pacificus Bos, O.F.M.Cap. † (10 aprile 1905 - 1933 dimesso)
- Tarcisius Henricus Josephus van Valenberg, O.F.M.Cap. † (10 dicembre 1934 - 13 luglio 1957 dimesso)
- Herculanus Joannes Maria van der Burgt, O.F.M.Cap. † (13 luglio 1957 - 2 luglio 1976 deceduto)
- Hieronymus Herculanus Bumbun, O.F.M.Cap. † (26 febbraio 1977 - 3 giugno 2014 ritirato)
- Agustinus Agus, dal 3 giugno 2014

## Statistiche
L'arcidiocesi nel 2021 su una popolazione di 3.233.330 persone contava 722.760 battezzati, corrispondenti al 22,4% del totale.
| anno | popolazione | popolazione | popolazione | presbiteri | presbiteri | presbiteri | presbiteri                | diaconi | religiosi | religiosi | parrocchie |
| anno | battezzati  | totale      | %           | numero     | secolari   | regolari   | battezzati per presbitero | diaconi | uomini    | donne     | parrocchie |
| ---- | ----------- | ----------- | ----------- | ---------- | ---------- | ---------- | ------------------------- | ------- | --------- | --------- | ---------- |
| 1950 | 10.747      | 987.000     | 1,1         | 49         |            | 49         | 219                       |         | 24        | 120       | 15         |
| 1970 | 48.804      | 1.091.244   | 4,5         | 44         |            | 44         | 1.109                     |         | 93        | 168       | 17         |
| 1980 | 105.404     | 1.595.000   | 6,6         | 48         | 3          | 45         | 2.195                     |         | 98        | 147       |            |
| 1990 | 115.208     | 1.956.130   | 5,9         | 37         | 2          | 35         | 3.113                     |         | 63        | 171       | 17         |
| 1999 | 193.667     | 2.271.256   | 8,5         | 50         | 7          | 43         | 3.873                     |         | 72        | 278       | 18         |
| 2000 | 201.870     | 2.321.011   | 8,7         | 56         | 7          | 49         | 3.604                     |         | 78        | 244       | 18         |
| 2001 | 215.078     | 2.367.431   | 9,1         | 55         | 7          | 48         | 3.910                     |         | 78        | 256       | 19         |
| 2002 | 221.249     | 2.417.146   | 9,2         | 58         | 7          | 51         | 3.814                     |         | 81        | 249       | 19         |
| 2003 | 231.881     | 2.467.906   | 9,4         | 62         | 8          | 54         | 3.740                     |         | 87        | 283       | 19         |
| 2004 | 243.923     | 2.477.906   | 9,8         | 71         | 9          | 62         | 3.435                     |         | 96        | 296       | 20         |
| 2013 | 561.402     | 3.770.789   | 14,9        | 89         | 16         | 73         | 6.307                     |         | 159       | 344       | 25         |
| 2016 | 682.948     | 3.081.615   | 22,2        | 91         | 15         | 76         | 7.504                     |         | 254       | 304       | 26         |
| 2019 | 708.220     | 3.168.340   | 22,4        | 110        | 18         | 92         | 6.438                     |         | 251       | 410       | 29         |
| 2021 | 722.760     | 3.233.330   | 22,4        | 110        | 18         | 92         | 6.570                     |         | 251       | 410       | 29         |